# Wojciech Muszalski

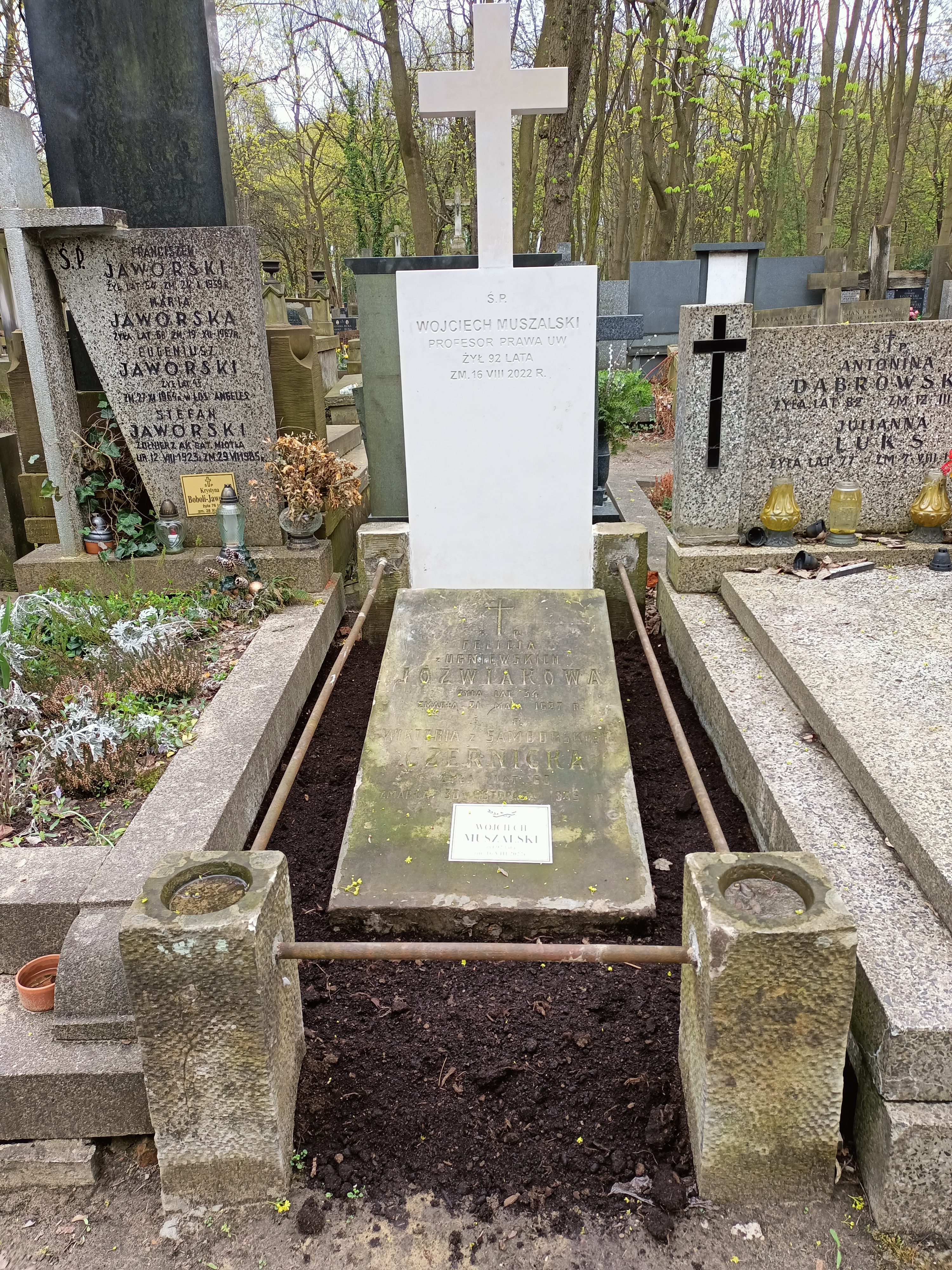
Grób Wojciecha Muszalskiego na Cmentarzu Powązkowskim w Warszawie

Wojciech Teofil Muszalski (ur. 15 listopada 1929 w Warszawie, zm. 16 sierpnia 2022 tamże
) – polski prawnik, radca prawny, profesor nauk prawnych, profesor zwyczajny Uniwersytetu Warszawskiego, specjalista w zakresie prawa pracy, prawa ubezpieczeń społecznych i polityki społecznej.

## Życiorys
W 1952 ukończył studia prawnicze na Wydziale Prawa i Administracji Uniwersytetu Warszawskiego. Podjął pracę w zjednoczeniu budownictwa, a następnie w Centralnym Zarządzie Elektryfikacji Rolnictwa i w Zjednoczeniu Kruszyw i Surowców Mineralnych. Został radcą prawnym. W 1964 uzyskał stopień naukowy doktora. Rozpoczął pracę w Instytucie Pracy. W latach 1970–1974 był pracownikiem Centralnego Instytutu Ochrony Pracy. W 1973 na podstawie dorobku naukowego oraz rozprawy pt. Czas pracy w rolnictwie uzyskał stopień doktora habilitowanego. W 1975 został nauczycielem akademickim Wydziału Zarządzania Uniwersytetu Warszawskiego. W 1989 uzyskał tytuł naukowy profesora nauk prawnych. Został profesorem zwyczajnym UW.
Był nauczycielem akademickim Prywatnej Wyższej Szkoły Nauk Społecznych, Komputerowych i Medycznych w Warszawie.
W latach 1990–1993 był członkiem Rady Ochrony Pracy, a w 1978 został członkiem Komitetu Nauk o Pracy i Polityki Społecznej PAN.
Uhonorowano go publikacją pt. Jedność w różnorodności. Studia z zakresu prawa pracy, zabezpieczenia społecznego i polityki społecznej. Księga pamiątkowa dedykowana profesorowi Wojciechowi Muszalskiemu, red. Krzysztof Walczak, C.H. Beck, Warszawa 2009 ISBN 978-83-255-1228-6.
Pochowany na Cmentarzu Powązkowskim w Warszawie.